# Mapei Stadium – Città del Tricolore
Mapei Stadium – Città del Tricolore (wcześniejsze oficjalne nazwy: Stadio Giglio i Stadio di Reggio Emilia Città del Tricolore) – stadion piłkarsko-rugbiarski w Reggio nell’Emilia, wybudowany w latach 1994–1995 i otwarty 15 kwietnia 1995. Pojemność jego trybun wynosi 21 525 miejsc (od sezonu 2020/21). Domowy obiekt AC Reggiana (od 1995) i US Sassuolo (od 2013). W latach 2011–2012 w roli gospodarza występowało na nim Carpi FC, zaś w latach 2017–2019 Atalanta Bergamo (w europejskich pucharach). Międzypaństwowe spotkania rozgrywały na nim również męskie reprezentacje Włoch w: piłce nożnej oraz rugby union. Arena meczu finałowego piłkarskiej Ligi Mistrzyń sezonu 2015/16.

## Historia
Zlokalizowany na północnych przedmieściach Reggio Emilia obiekt zastąpił w 1995 roku znacznie mniejszy stadion w centrum (Stadion Miejski Mirabello), gdzie nie było warunków do rozbudowy. Powstał w ramach niespotykanego we Włoszech modelu finansowania – część środków pochodziła od 1026 fanów Reggiany, którzy dekadę wcześniej wykupili wieloletnie karnety. Nie udało się na czas zrealizować części komercyjnej obiektu – galerii handlowej, która zostałaby z nim zintegrowana. Przychody z niej miały zapewnić klubowi stabilną przyszłość, a stadionowi odpowiedni standard (udało się to dopiero kilka lat później). Od grudnia 2014 właścicielem areny jest Mapei.